# Plagigeyeria conilis
Plagigeyeria conilis là một loài ốc nước ngọt từ rất nhỏ đến nhỏ có nắp, là động vật thân mềm chân bụng sống dưới nước thuộc họ Hydrobiidae. Đây là loài đặc hữu của Pháp.